# Yoshiko Miyazaki
Yoshiko Miyazaki (jap. 宮崎 美子 Miyazaki Yoshiko; ur. 11 grudnia 1958) – japońska aktorka.
Urodziła się w prefekturze Kumamoto, na wyspie Kiusiu.
W 1980 r., podczas studiów prawniczych na Uniwersytecie Kumamoto, ukazały się jej zdjęcia w czasopiśmie fotograficznym. Dzięki temu została wybrana do telewizyjnej reklamy jednej z marek aparatów fotograficznych. W tym samym roku zadebiutowała w telewizyjnej tragikomedii I'm fine, a w 1981 r. dostała rolę w serialu telewizyjnym Senpachi Sensei of Grade 11B.
W 1985 r. debiutowała w filmie kinowym Ran Akiry Kurosawy. Odtąd często gra w filmach kinowych – między innymi w Domu Ikkoku w reżyserii Shin’ichirō Sawai (1986).

## Filmografia
- 1981 I'm fine
- 1985 Ran
- 1986 Dom Ikkoku
- 1999 I don't want to Live
- 1999 Ame Agaru
- 2008 Shutter – Widmo
- 2008 Detroit Metal City
- 2018: Mirai – babcia (głos)